# Angel McCoughtry
Angel Lajuane McCoughtry (Baltimore, 10 september 1986) is een Amerikaans basketbalspeelster. Zij won met het Amerikaans basketbalteam twee keer de gouden medaille tijdens de Olympische Zomerspelen. Ook won ze met het nationale team twee keer het Wereldkampioenschap basketbal en één keer de Pan-Amerikaanse Spelen.
McCoughtry speelde voor het team van de University of Louisville, voordat zij in 2009 haar WNBA-debuut maakte bij de Atlanta Dream. In 2020 begon ze bij de Las Vegas Aces aan haar 10e seizoen in de WNBA. Ze moest het seizoen 2019 missen vanwege een blessure die ze opliep aan het einde van het seizoen 2018.
Tijdens de Olympische Zomerspelen 2012 in Londen won ze voor het eerst olympisch goud door Frankrijk te verslaan in de finale. In totaal speelde ze 16 wedstrijden over twee Olympische Spelen (2012 en 2016) en wist alle wedstrijden te winnen. 
Buiten de WNBA seizoenen speelt ze in Europa. Sinds 2021 komt ze uit voor Galatasaray.